# Andreas Wieland
Andreas Wieland (16 augustus 1983) is een Oostenrijks voetbalcoach.

## Carrière
Wieland werd in mei 2022 aangesteld als hoofdtrainer van Beerschot VA, dat net uit de Jupiler Pro League was gedegradeerd.